# Háris Paboúkis
 (mars 2016).
Si vous disposez d'ouvrages ou d'articles de référence ou si vous connaissez des sites web de qualité traitant du thème abordé ici, merci de compléter l'article en donnant les références utiles à sa vérifiabilité et en les liant à la section « Notes et références ».
Háris Paboúkis (grec moderne : Χάρης Παμπούκης) né en 1958 à Athènes est un grec Professeur de droit international privé et de transactions commerciales internationales à la faculté de droit de l'université nationale et kapodistrienne d'Athènes, avocat habilité à exercer devant la Cour suprême et ancien ministre d'État (et, pendant une courte période, vice-ministre du développement) dans le gouvernement de George Papandreou (2009-2011).

## Biographie
Haris Pamboukis est né à Athènes en 1958 et a deux enfants.

### Carrière juridique
Háris Paboúkis étudie le droit à l'université Paris 1 Panthéon-Sorbonne du DEUG en 1979 au doctorat en droit international privé en 1990. Sa thèse intitulée « L'acte public étranger en droit international privé » (1987), est publiée en 1993 et reçoit plusieurs prix nationaux et internationaux. Il commence à enseigner le droit à Paris II pendant son séjour à Paris, puis à Athènes à partir de 1990.
Il est autorisé à pratiquer le droit devant la Cour suprême et est superviseur scientifique du comité de l'association du barreau d'Athènes sur la modernisation de la profession d'avocat. En outre, il exerce en tant qu'avocat devant la Cour européenne des droits de l'homme (Strasbourg) et la Cour de l'Union européenne (Luxembourg). Il est également arbitre dans de nombreux arbitrages institutionnels (CCI, LCIA) et ad hoc. Il est élu membre d'Unidroit (1998, Rome), ainsi que de nombreuses institutions scientifiques nationales et étrangères et de forums juridiques. Il est le représentant de la République hellénique à la Conférence internationale de La Haye, l'UNICITRAL.
Il fonde le cabinet d'avocats PMN-Pamboukis - Maravelis- Nikolaidis & Associates (Alpha Law), un cabinet spécialisé dans les transactions internationales et l'arbitrage international.

### Carrière académique
Il est professeur de droit à l'université d'Athènes depuis 2009. Il enseigne le droit international privé, les transactions commerciales internationales et l'arbitrage international. Entre 1990 et 1996, il est redacteur en chef à la Revue Hellinique de droit international
En 2024, il est Professeur invité d à l'École de droit- Paris I- Panthéon- Sorbonne et donne le cours général à l'Académie de droit international de La Haye, intitulé « Les métamorphoses en droit international privé ».

### Carrière politique
Il travaille auprès du ministre de la Justice (entre 1992 et 1996), comme conseiller spécial du vice-ministre des affaires étrangères (1996-1997), puis secrétaire général de l'administration et de l'organisation au ministère des affaires étrangères (1999-2000), sous la direction du Premier ministre, George Papandreou. Au cours de cette période (1999), il participe à la préparation de la conférence d'Helsinki et de la conférence de Copenhague, où l'admission inconditionnelle de Chypre dans l'UE a été décidée.
En octobre 2009, il est nommé ministre d'État dans le gouvernement de George Papandreou.
En juin 2011, il est nommé vice-ministre de la marine marchande et propose de rétablir le ministère de la marine marchande, proposition qui n'a pas été acceptée. Il démissionne de son poste pour cette raison et en raison d'un désaccord plus large, le 25 août 2011.
Il est membre du Comité grec de la nationalité et a été membre de la Cour suprême spéciale.
Il est fait commandeur de la Légion d'honneur par le Président de la République française.

### Publications politiques
Il a publié son opinion sur la société et le monde politique dans quatre livres :
- “Peri Elpidas” - Un plan national grec pour surmonter la crise économique, Ant. Livanis Publications, 2016
- “Logos Koinos”, Ant. Livanis Publications, 2007
- “Higher Education of the Future”, Ant. Livanis Publications, 2007.
- “Trois aspirations”, Ant. Livanis Publications, 2006.

### Publications juridiques
- Droit international privé, Nomiki Vivliothiki publication, 2020, 992 pages (en grec)
- Reconnaissance et exécution des sentences arbitrales étrangères en vertu de la Convention de New York (1958), Nomiki Vivliothiki publications, 2019, (en grec)
- Règlement de l'UE sur les successions n° 650/2012, Commentaire (dir.), Nomiki Vivliothiki / Nomos / Beck, 2017 (en anglais)
- Droit international privé holistique : droit uniforme et droit international privé, RCADI Tome 330, 9-474, 2008
- L'acte public étranger en droit international privé, préf. P. Lagarde, Paris, LGDJ, p. 360+xxii, 1993